# Cedrick Wilson
Cedrick Wilson (født 17. december 1978) er en tidligere amerikansk fodbold-spiller fra USA, der spillede for NFL-holdene San Francisco 49ers og Pittsburgh Steelers. Han spillede positionen wide receiver.